# Nazim Hüseynov
Nazim Hüseynov, född den 2 augusti 1969 i Baku, Azerbajdzjan, är en azerbajdzjansk judoutövare.
Han tog OS-guld i herrarnas extra lättvikt i samband med de olympiska judotävlingarna 1992 i Barcelona.